# Jaime Aragall
Jaime Aragall Garriga (Barcelona, 6 de junio de 1939), también conocido como Giacomo Aragall, es un reconocido tenor lírico español.
Considerado por muchos la más extraordinaria voz de tenor lírico de su tiempo. 

## Biografía
Inició sus estudios musicales en Barcelona junto a Jaime Francisco Puig. Más tarde se trasladó a Milán gracias una beca concedida por el Gran Teatro del Liceo de Barcelona y allí estudió junto a Vladimir Badiali.
En 1963 ganó el concurso de voces verdianas de Busseto y ese mismo año debutó en Italia. Lo hizo en el escenario del Teatro de La Fenice de Venecia con la ópera Gerusalemme de Giuseppe Verdi. En la Scala de Milán debutó con L'amico Fritz de Mascagni. En enero de 1964 interpretó el papel de Rodolfo en La bohème.
En las siguientes temporadas cantó en el Liceo, así como en la Ópera Estatal Húngara, La Fenice, Génova, en el Teatro Massimo de Palermo, el Teatro Regio de Parma, en Módena, Nápoles, Roma y Turín.
En 1966 interpretó el papel de Romeo en la ópera de Vincenzo Bellini I Capuleti e i Montecchi en La Scala junto a Renata Scotto y un joven Luciano Pavarotti.
Aragall ha actuado en los teatros más importantes del mundo interpretando las óperas más conocidas. Su repertorio incluye también algunas obras menos populares como Esclarmonde de Jules Massenet o Caterina Cornaro de Gaetano Donizetti que ha grabado junto a Montserrat Caballé.
Ha recibido numerosos premios y distinciones, como el título de Kammersänger de la Ópera Estatal de Viena, el Premio Cruz de San Jorge (1984) y la Medalla de Oro de la Generalidad de Cataluña en 1997.